# Gilles Bellemare
Pour les articles homonymes, voir Bellemare.
Gilles Bellemare, né à Shawinigan (Québec, Canada) le 29 mars 1952, est un musicien, compositeur, professeur et chef d'orchestre. Il a été le premier directeur artistique et chef attitré de l'Orchestre symphonique de Trois-Rivières (1978).

## Formation
Chef d’orchestre, compositeur et pédagogue, Gilles Bellemare fut à l’origine de la fondation de l’OSTR, dont il assuma les fonctions de directeur artistique et de chef attitré durant vingt-sept années, à la suite desquelles il fut nommé chef d’orchestre émérite. Le Conseil québécois de la musique lui décerna d’ailleurs, en 2005, le prestigieux prix Directeur artistique de l’année.
Gilles Bellemare a signé les arrangements et les orchestrations de plusieurs œuvres issues du folklore, du répertoire des géants de la chanson française, ainsi que les œuvres du regretté pianiste et compositeur André Mathieu qu’il se consacre à restaurer. D’ailleurs, le Quatrième Concerto d’André Mathieu a été créé en 2008 par l’Orchestre symphonique de Tucson et le pianiste Alain Lefèvre, puis présenté par l’Orchestre national de France. Gilles Bellemare a perfectionné la maîtrise de son art à la Hochschule fur Musik und Darstellende Kunst (Vienne) et à l’Accademia Nazionale Santa Cecilia (Rome). Il a également été professeur et titulaire de la classe d’orchestre au Conservatoire de musique de Trois-Rivières de 1984 à 2015.